# Leonureae
Tribu
Les Leonureae sont une tribu de plantes à fleurs de la famille des Lamiaceae et de la sous-famille des Lamioideae. 
Le genre type est Leonurus L.

## Liste des genres
Chaiturus – Lagochilus – Lagopsis – Leonurus – Loxocalyx – Panzerina

## Publication originale
- Dumortier B.C.J., 1827. Florula Belgica, opera majoris prodromus. 172 pp., Casterman, Tornacum Nerviorum. page : 46.